# Arnold
Arnold je mužské křestní jméno staroněmeckého původu. Vychází z germánského jména Arnwald. Vykládá se jako „orlí vládce, silný jako orel“. Jeho variantou je i jméno Arnulf, které neslo několik bavorských vévodů. Častou zdrobnělinou je též jméno Anno, ze kterého pravděpodobně též vzniklo známé Annakin i Anakin.
Podle katolického kalendáře má svátek 18. července.

## Arnold v jiných jazycích
- Slovensky, německy, anglicky, polsky, maďarsky: Arnold
- Francouzsky: Arnaud nebo Arnault
- Italsky: Arnoldo
- Španělsky: Arnaldo
- Latinsky: Arnoldus

## Známí nositelé jména

### Křestní jméno
- Arnold Keyserling – německý filosof a teolog
- Arnold Rüütel – estonský politik
- Arnold Zweig – německý prozaik a dramatik
- Arnold Schwarzenegger – rakousko-americký sportovec, herec a republikánský politik
- Arnold Schoenberg – rakouský skladatel, hudební teoretik a malíř
- Albert Arnold Gore – americký politik, bývalý viceprezident Billa Clintona

### Příjmení
Viz článek Arnold (příjmení).

## Jiné
- Arnold Rimmer – fiktivní postava ze seriálu Červený trpaslík
- Arnold (kráter) – kráter na Měsíci
- Arnold (firma) – německá firma, výrobce hraček

## Arnulf
- Arnulf Øverland – norský spisovatel
- Arnulf Korutanský – od roku 887 východofranský a od roku 894 italský král, od roku 896 císař
- Arnulf Bavorský – vévoda bavorský